# Франческо Пезелліно

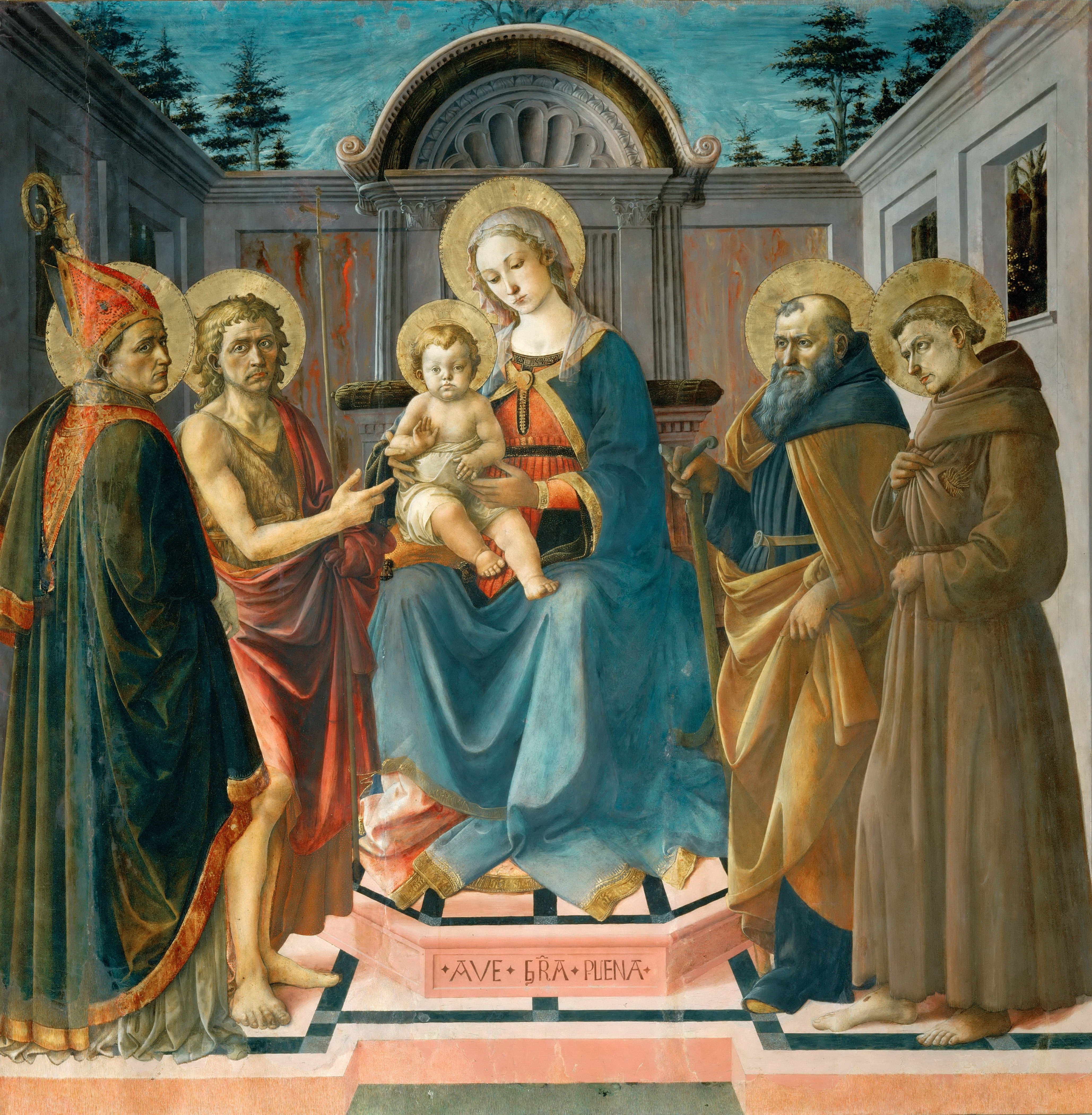
«Мадонна з немовлям і четверо святих» (Свята співбесіда). 1455—57, Лувр, Париж

Франче́ско Пезеллі́но (італ. Francesco Pesellino; 1422, Пезелло — 29 липня 1457, Флоренція) — італійський живописець.

## Біографія
Справжнє ім'я Франческо ді Стефано. Народився у Пезелло (звідки походить його прізвисько) у родині відомого художника Стефано ді Франческо. Навчався живопису у майстерні свого батька.
Творчість Пезелліно тісно пов'язана з Флоренцією. Його живописна манера поєднує у собі елементи стилів Філіппо Ліппі, Мазаччо і Фра Анджеліко. Спільно з Паоло Учелло брав участь у розписі палацу Медічі у Флоренції, виконавши для нього серію батальних сцен. За документами, його картина «Свята Трійця» після смерті художника була завершена Ліппі.
Окрім фресок і вівтарних образів Пезелліно розписував «кассоне», весільні скрині для приданого, які були дуже поширені в Італії доби Ренесансу.
Художник помер у Флоренції 29 липня 1457 року.

## Вибрані твори
- «Алегорія Карфагену», мініатюра із «Пуніки» Сілія Італіка, бл. 1448, Державний Ермітаж, Санкт-Петербург
- «Алегорія Риму», мініатюра із «Пуніки» Сілія Італіка, бл. 1448, Державний Ермітаж, Санкт-Петербург
- «Мадонна з немовлям і четверо святих» (Свята співбесіда). 1455—57, Лувр, Париж